# معتقل الهايكستب
معتقل أو معسكر الهايكستب هو أحد السجون المصرية الموروثة عن فترة الاحتلال البريطاني.

## موقعه
- يقع في ضواحي القاهرة، على طريق مصر الإسماعيلية الصحراوي.

## من سجنه
- سجن به عناصر الإخوان المسلمين بعد مشاركتهم في حرب فلسطين سنة 1948. كما عرفه السجناء اليساريون.

1. ↑  "(26) إلى هايكستب فالطور | موقع الشيخ يوسف القرضاوي". www.al-qaradawi.net. مؤرشف من الأصل في 2024-02-10. اطلع عليه بتاريخ 2024-02-09.
2. ↑  ""الهايكستب" قصة ضابط أمريكي ساهم في تغيير مصير الحرب العالمية الثانية". الليلة الكبيرة. 15 أغسطس 2018. مؤرشف من الأصل في 2024-02-10. اطلع عليه بتاريخ 2024-02-09.